# Ettore Bucciero
Ettore Bucciero (Bari, 19 febbraio 1938) è un politico italiano, senatore di Alleanza Nazionale dal 1994 al 2006, venendo eletto alle politiche del 1994, del 1996 e del 2001.